# Дворжецкая, Анна Евгеньевна
Анна Евгеньевна Дворжецкая (род. 11 января 1990, Москва) — российский театральный деятель, актриса театра и кино. Лауреат театральной премии «Хрустальная Турандот 2013», лауреат театральной премии «Золотой лист» (2011).

## Биография
Анна Дворжецкая родилась в 1990 году в Москве, в семье заслуженного артиста Российской Федерации Евгения Дворжецкого и народной артистки России Нины Дворжецкой. В юношеском возрасте много снималась в кино, в возрасте тринадцати лет исполнила роль Жени Гурвич в фильме «Полосатое лето». Исполняла главную роль дочери Даши в телесериале «Даша Васильева. Любительница частного сыска».
После завершения обучения в школе поступила в Щукинское училище. Обучалась на курсе Владимира Поглазова. Завершив учёбу в театральном ВУЗе актриса получила приглашения служить в Российский академический молодёжный театр.
В театре ей доверили исполнение главных ролей в таких постановках как «Приключения Тома Сойера», «Чисто английское приведение», «Приглашение на казнь», «Мушкетеры». В 2011 году стала лауреатом премии «Золотой лист». В 2019 году Дворжецкая сыграла одну из главных ролей в спектакле «Манюня» по повести Наринэ Абгарян.
В 2013 году удостоена театральной премии «Хрустальная Турандот» в номинации «Лучший дебютант», за роль Констанции в спектакле «Мушкетёры».

## Личная жизнь
Была замужем. Супруг — однокурсник Всеволод Яшкин. В браке родилась дочь Соня.

## Репертуар и театральные роли
Российский академический молодёжный театр:
- Эмили — «Приключения Тома Сойера», Марк Твен;
- Джеки — «Чисто английское привидение», Екатерина Нарши по О.Уайльду;
- Царевна — «Волшебное кольцо», Борис Шергин;
- Самоцветик-нянечка — «Незнайка-путешественник», Н.Носов;
- Полина — «Приглашение на казнь», В.Набоков;
- 2-я барышня («Свадьба») — «Чехов-GALA»;
- Минни — «Участь Электры», Юджин О’Нил;
- Фэй — «Цветы для Элджернона», Юрий Грымов, Елена Исаева по роману Дэниела Киза);
- Констанция — «Мушкетеры», А.Дюма.

## Работы в кино
- 2003 — «Даша Васильева. Любительница частного сыска — 1» (Маня, дочь Даши);
- 2003 — «Полосатое лето» (Женя Гурвич);
- 2003 — «Северный сфинкс» (Софи Нарышкина);
- 2004 — «Даша Васильева. Любительница частного сыска — 2» (Маня, дочь Даши);
- 2004 — «Даша Васильева. Любительница частного сыска — 3» (Маня, дочь Даши);
- 2005 — «Даша Васильева. Любительница частного сыска — 4» (Маня, дочь Даши);
- 2005 — «Наследницы — 2» (эпизод);
- 2007 — «Ниоткуда с любовью, или Весёлые похороны» (Тишорт);
- 2013 — «Мушкетёры» фильм-спектакль (Констанция);
- 2015 — «Подходцев и двое других» фильм-спектакль (Анна Евгеньевна или Нюша);
- 2017 — «Такая, как все» (Лидия Шажкова, журналистка);
- 2023 — «По воле случая» (Светлана);
- 2025 — «Ополченский романс», телесериал (Лидия);

## Награды
- 2011 — лауреат театральной премии «Золотой лист» (2011);
- 2013 — лауреат национальной театральной премии «Хрустальная Турандот 2013»;